# Vim (textredigerare)
Vim (förkortning av Vi IMproved) är en textredigerare som är vida använt i Linux- och Unix-system.
Som textredigerare används Vim bland annat till att redigera textfiler som datorprograms källkod, konfigurationsfiler, e-post och dokument.
Vim var ursprungligen en portering av Vi till Amiga. Programmet fick fler funktioner vartefter det porterades till andra operativsystem och finns nu tillgängligt för ett stort antal plattformar.
Liksom sina föregångare är Vim i första hand avsett att styras med tangentbordskommandon. I motsats till t.ex. emacs används de vanliga tangenterna som sådana, utan att kombineras med särskilda kontrolltangenter. Många av kommandona kommer direkt från Vi.
Vim distribueras som fri programvara och programvara med öppen källkod. Dess licens innehåller även en välgörenhetsklausul (en. "charityware") som uppmanar till donationer för att hjälpa barn i Uganda.

## Versioner
Vim är en utbyggnad av vi, som i sin tur bygger på ex.
Ursprungligen efter att ha portats till Unix så användes Vim uteslutande via terminalen, och saknade en grafisk motsvarighet. Detta ändrades med introduktionen av GVim vilken erbjuder funktioner vanliga för grafiskt läge, såsom verktygsrad, menysystem och statusfält.

## Snabbkurs
Vim har ett antal olika arbetslägen, däribland kommandoläget, redigeringsläget och visuellt läge. Programmet startas med kommandoläge som standard. Här kan användaren utföra kommandon som påverkar hela texten, rad för rad, ordvis eller ett specifikt tecken. För att lägga till text trycker användaren på i, vilket för denne till inmatningsläge. När användaren är klar med ändringarna kan denne trycka på Escape för att återgå till kommandoläget.
För att spara ändringar skrivs i kommandoläget ":write" (eller bara ":w") följt av Enter. När informationen sparats går det bra att avsluta med kommandot ":quit" (eller ":q"). För att både spara ändringar och avsluta går det att använda kombinationen ":wq" eller bara ":x". Om man gjort ändringar men ändå vill avsluta utan att spara så använder man ":q!"
För att lära sig grunderna i Vim kan man skriva:
```
:help tutor
```

## Historia
Vim har sitt ursprung i den klassiska textredigeraren vi. vi är en mycket resurssnål textredigerare, vilket har medfört att den följer med i nästan alla Unix-liknande system i dag.